# 1811 w polityce
Wydarzenia polityczne w 1811 roku.

## Wydarzenia
- 5 marca Bitwa pod Barossą[1]. Brytyjczycy zwyciężają Francuzów podczas wojny na Półwyspie Iberyjskim.
- 19 kwietnia - proces dekolonizacyjny Ameryki Południowej: na zebraniu obywateli Caracas zostaje powołana Junta Wenezueli, niezależna od władz hiszpańskich - początek procesu zniesienia prawa kolonialnego i organizacji wenezuelskiej armii[2].

## Urodzili się
- 20 marca Napoleon II, syn cesarza Napoleona Bonapartego (zm. 1832[3]).
- 28 listopada Maksymilian II, król Bawarii[4].

## Zmarli
- Franciszek Mączyński, poseł na Sejm Czteroletni[5].